# L'Ours polar
L'Ours polar a été une association, fondée en 1998 par Frédérique Sunder et Christophe Dupuis, domiciliée à Langon (Gironde). Sa vocation était d'assurer la promotion du roman policier et du roman noir sous toutes ses formes. Elle a publié un fanzine bimestriel qui portait le même nom et a arrêté son activité en 2009.

## La revue
La revue présente l'actualité du genre (chroniques littéraires, BD, cinéma, DVD), des livres plus anciens, publie des portraits et des interviews d'auteurs, des nouvelles inédites. Il existe aussi un supplément jeunesse, L'Ourson polar, qui est conçu sur le même schéma que la partie adulte. Depuis son lancement en 1998, la revue compte 46 numéros en juin 2008. Tirée à 500 exemplaires, elle est vendue par abonnement, dans quelques librairies en France et est présente dans quelques médiathèques. La revue est publiée avec le concours de la Direction régionale des Affaires culturelles d'Aquitaine, du Conseil régional d'Aquitaine et du Conseil général de la Gironde.

## Autres publications
En tant que structure éditoriale, L'Ours polar a publié quelques livres :
- Tueur de corbeaux = Crow killer (Crow killer) (éd. bilingue) / Scott Phillips ; trad. Stéphanie Benson. Saint-Macaire : l'Ours polar, 2005, 56 p.  (ISBN 2-9524118-1-6)
- Noirs quartiers / par Stephanie Benson, Philippe Cougrand, Hervé Le Corre, Éric Tarrade ; photogr. de Michel Berrouet. Saint-Macaire : l'Ours polar, 2005, 127 p.  (ISBN 2-9524118-0-8)
- Le Grand saut = Der Absprung (éd. bilingue) / Horst Eckert ; trad. H. Habersetzer & D. Lafargue. Langon : l'Ours polar, 2007, ** p.  (ISBN 2-9524118-3-2)

En 2007, L'Ours polar s'est associé avec l'éditeur bordelais Pleine page pour coéditer des romans policiers dans une collection intitulée "Récidives". Cette collection présente des rééditions d'ouvrages épuisés :
- Trois de chutes / Hervé Le Corre. Bordeaux : Pleine page éd. ; Saint-Macaire : Ours polar éd., 2007, 575 p. (Collection Récidives). Réunit : "La Douleur des morts" ; "Du sable dans la bouche" ; "Les Effarés".  (ISBN 978-2-913406-59-9) (Pleine page).  (ISBN 978-2-952411-82-0) (Ours polar)

## Autres activités de l'association
L'association organise des rencontres d'auteurs, des débats, résidences d'écrivains en Gironde et propose des formations sur le genre en direction des bibliothécaires.